# Viscum exile
Viscum exile är en sandelträdsväxtart som beskrevs av B.A. Barlow. Viscum exile ingår i släktet mistlar, och familjen sandelträdsväxter. Inga underarter finns listade i Catalogue of Life.